# Niemiecka Młodzież Wierna Ojczyźnie
Niemiecka Młodzież Wierna Ojczyźnie (Heimattreue Deutsche Jugend – HDJ) – neonazistowska organizacja niemiecka.
Wielu jej członków wywodziło się ze zdelegalizowanej w 1994 roku organizacji Wiking-Jugend („Młodzież Wikingów”).
Zarejestrowana w 1990, zdelegalizowana w 2009. Niemieckie władze szacowały, że w całych Niemczech HDJ miała około 400 członków.